# Elna-Britta Wallman
Elna-Britta Wallman, född 2 oktober 1914 i Johannes församling, Stockholm, död 6 januari 1985 i Helsingborg, var en svensk skådespelare.
Hon är gravsatt i Södra minneslunden vid Helsingborgs krematorium.

## Filmografi (urval)
- 1936 – 65, 66 och jag
- 1937 – Skicka hem nr. 7
- 1940 – Blyge Anton
- 1940 – En sjöman till häst
- 1941 – Soliga Solberg